# Metagalaksija
Metagalaksija ili astronomska vasiona je najveći poznati sistem objekata koji su međusobno povezani gravitacionom interakcijom. Metagalaksija je džinovski sistem koji sadrži nekoliko milijardi galaksija, a njene dimenzije se procenjuju prema crvenom pomaku kvazara i iznose 9.000 MPc.
Na rastojanjima većim od par stotina MPc metagalaksija se po prvoj aproksimaciji može smatrati kao homogena i izotropna.

## Podela
Metagalaksija se sastoji od galaksija koje se većinom grupišu u grupe galaksija i galaktička jata. Galaksije van jata se retko nalaze, a rastojanje između galaksija u odnosu na njihove dimenzije su mnogo manja nego kod zvezda, te je zato mnogo veća verovatnoća da će doći do sudara između galaksija, nego između zvezda.

### Grupe galaksija
Grupe galaksija su manji sistemi metagalaksije. Sadrže nekoliko desetina galaksija, obično ne više od 50 u prečniku 1–2 MPc. Masa grupe galaksija kreće se između masa jako velikih eliptičkih galaksija i jata galaksija i iznosi oko 1013 masa Sunca. Grupe galaksija su najčešće strukture galaksija u vasioni.
Naša galaksija pripada tzv. „Lokalnoj grupi”. Lokalna grupa galaksija predstavlja skup od tridesetak gravitaciono povezanih galaksija kome pripada i Mlečni put na poluprečniku od oko 1 megaparseka (MPc) od Mlečnog puta. Galaksije su međusobno gravitaciono povezane. Glavni članovi Lokalne grupe su Mlečni put, galaksija Andromeda, galaksija Trougao i Mafeji 1. Ostali članovi su eliptični i nepravilni patuljci koji su sateliti glavnih galaksija. Galaksije Andromeda i Trougao su najudaljeniji objekti vidljivi golim okom, a osim njih (i Mlečnog puta), od članova Lokalne grupe jedino su još Veliki i Mali Magelanov oblak vidljivi golim okom.

### Galaktička jata
Galaktička jata (klasteri) su veći sistemi metagalaksije. One sadrže stotine ili hiljade galaksija. Najmasivnija galaktička jata imaju pravilan, skoro sferan oblik i nazivaju se bogata jata. Sastoje se uglavnom od eliptičkih i diskolikih galaksija i broje do 30.000 članova.
Karakteristike bogatih jata su homogena struktura i velika koncentracija galaksija u centru jata. Najsjajniji članovi ovih jata su galaksije čiji je apsolutni sjaj –21 magnituda i oni se koriste za procenjivanje daljine. Jata su dinamički stabilna i pored povremenih sudara galaksija, kao i aktivnosti nekih od njih, zbog toga što je apsolutna potencijalna energija glaktičkog jata veća od zbira kinetičkih energija njegovih članova, kao i zbog doprinosa tamne (nevidljive) materije u jatu.
Galaktička jata se grupišu u superjata galaksija. Najveće poznate strukture galaksija nazivaju se džinovska vlakna. Dimenzije su im između 200 i 300 MPc. U njima je jako koncentrisana materija okružena ogromnim praznim prostorom, ali se superjata ne karakterišu međusobnom gravitacionom interakcijom komponenata.

## Međugalaktička materija
Među galaksijama nalazi se međugalaktička materija o kojoj još uvek nije mnogo poznato. Na osnovu merenja X-zračenja iz pojedinih galaktičkih jata, pokazana su postojanja jonizovanog vrelog gasa temperature oko 70.000 K. Ovakav vreli gas delom je primordijalnog porekla, delom potiče od korona džinovskih eliptičkih galaksija, a može nastati i od sudara galaksija ili manjih jata. Kod sudara masa jedne komponente raste na račun druge.

## Posmatranja
Galaktička jata su detektovana u posmatranjima pomoću raznih opservacionih tehnika i detaljno su proučavana mnogim metodama.
- Optički ili infracrveni spektar:

Pojedinačne galaksije ili jata mogu da se proučavaju optičkim ili infracrvenim spektrom. Galaktička jata se optičkim teleskopima detektuju tražeći najgustije oblasti, a potvrđuju se crvenim pomakom u infracrvenom spektru. S druge strane, sam infracrveni spektar je mnogo korisniji za detektovanje usamljenih jata.
- X-zraci:

Teleskopima u X-spektru se detektuje vruća plazma koja detektuje X-zrake. Jata su pored aktivnih galaktičkih jezgara najsvetliji emiteri X-zraka među vangalaktičkim objektima.
- Radio spektar:

U galaktičkim jatima je pronađen veliki broj difuzionih struktura koje emituju u radio spektru.

## Literatura
- Opšta astrofizika, Vukićević-Karabin Mirjana, Atanacković Olga, 2010, Zavod za udžbenike i nastavna sredstva  978-86-17-16947-1